# 1999年嘉義地震
1999年嘉義地震，又稱1022嘉義地震，是1999年10月22日UTC2時18分（台灣時間上午10時19分）發生臺灣嘉義的地震，震央位於嘉義市西偏北2.5公里處，深度12.1公里，芮氏規模6.4。

## 災情
本次地震災區的範圍不大，共計有230人受傷，房屋全倒7棟，半倒30棟。仁義潭水庫和蘭潭水庫的大壩於地震後產生裂縫，大壩附近的溢洪道旁道路亦產生裂痕；民雄農工實習工廠倒塌；嘉義縣和嘉義市共有百多所學校的校舍受損；嘉民變電所至新營間十六萬一千伏特輸電線跳脫，導致嘉義一次變電所及四座二次變電所連續跳脫，近八萬戶用戶停電；雲林地區也有約一萬戶用戶停電；梅山通往太平的嘉162甲線公路4.6公里處發生路基嚴重龜裂下陷、8.7公里處因坍方落石而阻斷交通。

## 震度
地震發生後，中央氣象局地震測報中心公布的數據顯示，最大震度6級的地點有嘉義市與南投縣名間鄉。2000年8月中央氣象局公告增加一個震度分級後，嘉義市震度提升為7級。
| 地區         | 測站       | 座標                                | 最大震度值 | 垂直向 （gal） | 南北向 （gal） | 東西向 （gal） |
| ------------ | ---------- | ----------------------------------- | ---------- | -------------- | -------------- | -------------- |
| 嘉義市西區   | 嘉義氣象站 | 23°30′N 120°26′E / 23.50°N 120.43°E | 7          | 342.14         | 262.23         | 427.31         |
| 嘉義縣大林鎮 | 三和國小   | 23°37′N 120°29′E / 23.61°N 120.49°E | 7          | 206.78         | 435.32         | 264.32         |
| 嘉義縣水上鄉 | 柳林國小   | 23°26′N 120°25′E / 23.44°N 120.41°E | 7          | 657.78         | 360.80         | 352.96         |

## 成因
嘉義地震是由一條位於嘉義民雄底下不知名的斷層受到東南方來的力量往西北逆衝形成，與梅山斷層無關，由於該斷層並未出露至地表，故稱為「盲斷層」。